# デボネア・ドライブ
『デボネア・ドライブ』は、朝倉世界一による日本の漫画。『コミックビーム』（エンターブレイン）にて2007年10月号から2010年10月号にかけて連載された。単行本は全3巻。

## 概要
元クラゲのエチゼンくんとゲイのモモヤマさんは、年代ものの国産車である三菱・デボネアを改造して移動入浴サービスをやっている。ある日、エチゼンくんが起こした事故をきっかけに、謎の美女マリちゃんと出会う。そして三人は元ヤクザの会長を老人ホームへ届けるべく津軽を目指す。ハラハラドキドキの謎の追手とのカーチェイスを繰り広げながら、心をゆるーりまたーりとほぐしてくれる、かっこよくて不思議でハートフルなロードコミック。

## 登場人物
エチゼンくん　
元エチゼンクラゲという不思議な生い立ちを持つ。移動入浴サービスひだまり社のモモヤマさんのパートナー。クラゲ時代に陸に上がったところをキンちゃんに拾われ、その縁あってヤクザだった会長の運転手をしていた。ひだまり社の車は、この会長のデボネアを改造したもの。繊細で純粋な感性の持ち主で、デボネアをクールに乗りこなす。得意料理はぬれもなか。クラゲ拳の継承者でもある。
モモヤマさん / 桃山春次（ももやま はるじ）
心やさしきオカマ。移動入浴サービスひだまり社のエチゼンくんのパートナー。若い頃、失恋で自殺しようとしたところを会長に命を助けられ今も恩義を感じている。惚れっぽいけどものすごくシャイで、イケメンにはめっぽう弱い。日本舞踊の特技を持っている。
マリちゃん / 夏目茉莉（なつめ まり）
どんな大波もクールに乗りこなす謎のサーファー美女。その正体は凄腕の金庫破り。謎の追手はマリちゃんを追う刑事だった。ホンダ・CB750が愛車のクールビューティだが、実は人の情に篤く、時には柔らかい笑顔を見せる。元金庫破りの仲間だった男とは失恋中。
会長 / 横村道也（よこむら みちや）
伝説のヤクザ。横道会の会長だったが、現在組は解散して隠居の身である。伝説だった頃の面影は無く、今はカワイイおじいちゃんになっている。ヤクザ時代のエチゼンくんやモモヤマさんのことは覚えていない。エチゼンくんを拾ってくれたキンちゃんは実は会長の息子である。旅の間いつも猫を横に連れている。
しょう子さん
会長の後妻。エチゼンくんとモモヤマさんに、会長を津軽の老人ホームまで届けてもらうよう依頼する。いつも旅を続けるエチゼン君たちを影で支えてくれている。

## デボネア
自動車での移動が背景となるロードムービー風の本作で狂言回しに使われる三菱・デボネアは、1964年から1986年まで22年間に渡って生産され、あまりの古臭さから末期には「走るシーラカンス」の異名をとった初代モデルである。
作中では、デザインモチーフの元ネタになったアメリカ車並に幅広く長く描かれるなど、随所に作者らしいディフォルメはあるものの、角ばった独特の古風なボディ、前席に3人並んで着座できるベンチシートやコラムシフトレバーなどの特徴がよく把握されている。ただし初代デボネアは4ドアのセダン型のみの生産で、作中のようなステーションワゴン型は生産・市販されていなかったため、リアセクションのスタイルは作者によるアメリカ車風のオリジナルデザインである。

## 書誌情報
- 朝倉世界一『デボネア・ドライブ』エンターブレイン〈ビームコミックス〉全3巻

1. ISBN 9784757744233（2008年9月）
2. ISBN 9784047260030（2009年9月）
3. ISBN 9784047267718（2010年9月）